# Jerusalems tempel
Jerusalems tempel eller Heliga templet (hebreiska: beit ha-mikdash, בית המקדש), även kallat Guds hus eller Herrens heliga boning, var ett judiskt tempel på Tempelberget i Jerusalem som enligt Gamla Testamentet ursprungligen uppfördes av Salomo omkring 957 f.Kr. Enligt 1 Kungabokens kapitel 6 lades grunden i kung Salomos fjärde regeringsår, 480 år efter uttåget ur Egypten och bygget ska ha tagit 7 år. Templet har en mycket stor symbolisk betydelse inom judendomen, och är starkt kopplat till judendomens historia. Judendomens religiösa kultur koncentrerades kring templet, med religiösa ceremonier enligt Torah och de skriftlärdas och prästernas tolkning därav. I nutid återstår endast Västra muren av templet.

## Bakgrund
Enligt Torah skulle bestämda ceremonier utföras i tabernaklet som Mose fick instruktion att uppföra och beskrivs som ett flyttbart tempel (2 Mos. 25–30). Detta var föreskrivet att ha en förgård och själva tältet med två delar, det heliga och det allra heligaste. Det skulle vetta mot väster med ingång från öster, tvärt emot majoriteten av tempel som vetter i motsatt riktning, troligen med tanke på att solen går upp i öster. 
Tabernaklet flyttades runt under ökenvandringen och i Israel under domartiden och konungatiden, då det under kung Sauls tid installerades i Gibeon. Kung David flyttade förbundsarken till Jerusalem och lät sätta det i ett speciellt tält (2 Sam 6), och köpte ett markområde för att uppföra ett altare och sedan ett tempel istället för tabernaklet (1 Krön 21–22). Tempelplatsen som David i en syn fått uppmaning att använda var vid samma plats som Abraham uppmanats att offra sin son Isak på, berget Moria (1 Mos 22:2, 2 Krön 3:1). Med tiden kom denna plats också att betraktas som en synonym till begreppet Sions berg. David förberedde tempelbygge och anskaffade resurser och hantverkare, men Gud tillät honom inte uppföra templet med hänvisning till att han hade "utgjutit mycket blod" (1 Krön 22:8) och därför inte var lämplig att bygga ett heligt hus, men att hans son Salomo skulle vara en fridens man som kunde göra arbetet. Samtidigt som det framhölls att Gud inte bor i ett hus byggt av människor, gav Gud ett löfte om att hans närvaro (shekina) skulle finnas på den platsen som var helgad åt hans namn, som en helig plats för gudstjänst till evig tid (1 Krön. 9).
På förgården fanns altaret för offerbränning och ett bäcken för prästernas ceremoniella rening. I det heliga dit prästerna regelbundet inträdde ceremoniellt, fanns menoran, skådebrödsbordet och rökelsealtaret. I det allra heligaste, i det innersta av det heliga, bakom förlåten, fanns förbundsarken och dit fick endast översteprästen inträda, en gång om året på Yom Kippur och efter grundliga förberedelser (3 Mos 16). Enligt Mose lag var det endast leviternas stam som fick tjäna som präster och utföra ceremonierna, då de inte hade deltagit i avgudaceremonin med guldkalven (2 Mos 32:25–29).

## Salomos tempel

Ett försök att åskådliggöra den vision av ett framtida tempel som finns i bibelboken Hesekiel

Salomos tempel, även kallat det första templet i Jerusalem, är det tempel som enligt Första Kungaboken i Bibeln uppfördes av Israels tredje kung, Salomo cirka 960 f.Kr. Tempelbyggnaden var omkring 9 x 27 meter i bottenplanet och 13,5 meter hög. Det var byggt med tabernaklets indelning i det allra heligaste, det heliga och förgård, men innehöll dessutom utrymmen för förvaring av ceremoniella föremål. Salomo förde tabernaklet till Jerusalem och installerade dess heliga föremål i templet (1 Kung 8:4), och templet övertog helt tabernaklets roll. Vid invigningsceremonin uppges att "Herrens härlighet uppfyllde Herrens hus" synligt, så att "prästerna inte kunde stå kvar där och göra tjänst" (1 Kung 8:11, 2 Krön 5:14).
Under följande århundraden vacklade det judiska riket mellan ljum religiositet, ren avgudadyrkan och stor fromhetsiver med reformer, t.ex. under kung Josia, då tempeltjänsten fick förnyad betydelse och mera samvetsgrann ceremoniutövning. Under andra kungar förekom rena missbruk och flera profeter varnade för konsekvenserna av olydnad till Gud. Befolkningen i Jerusalem kunde tidvis använda templet som en "lyckoamulett", att så länge de har templet kan inget ont hända oavsett deras syndfulla agerande, något som fördöms av profeten Jeremia (Jer. 7). Profeten Hesekiel såg (Hes. 8:5–12) hur judiska avgudadyrkare hade satt upp avgudabilder, och stod vända mot öst med ryggen mot templet för att tillbe solen. Slutligen försvinner i en syn Herrens härlighet iväg från templet som blivit orenat.
Under babyloniernas erövring förstördes Salomos tempel omkring år 587 f.Kr. vilket följdes av landsförvisning av majoriteten av judarna under den babyloniska exilen, och plundring av de ceremoniella guldföremålen. Förbundsarken försvann och enligt en teori blev den gömd i Jerusalem med profeten Jeremias medverkan. Det byggdes inget nytt tempel i Babylonien under exilen då uppfattningen var att templet endast kunde ligga i Jerusalem. Detta ledde till att det religiösa bruket ändrades och bruket av synagogor uppstod.
Enligt frimurartraditionen var det under byggandet av templet som frimurarorden grundlades. Traditionen menar att chefsarkitekten och murarskråets mästare hette Hiram Abif och var frimurarordens första stormästare.
Idag återstår ingenting av Salomos tempel ovan mark. Västra muren/Klagomuren ingick i Herodes utbyggnad av det andra templet. Däremot har nya utgrävningar hittat en stor del av Salomos tempel strax under Klagomuren.

## Det andra templet

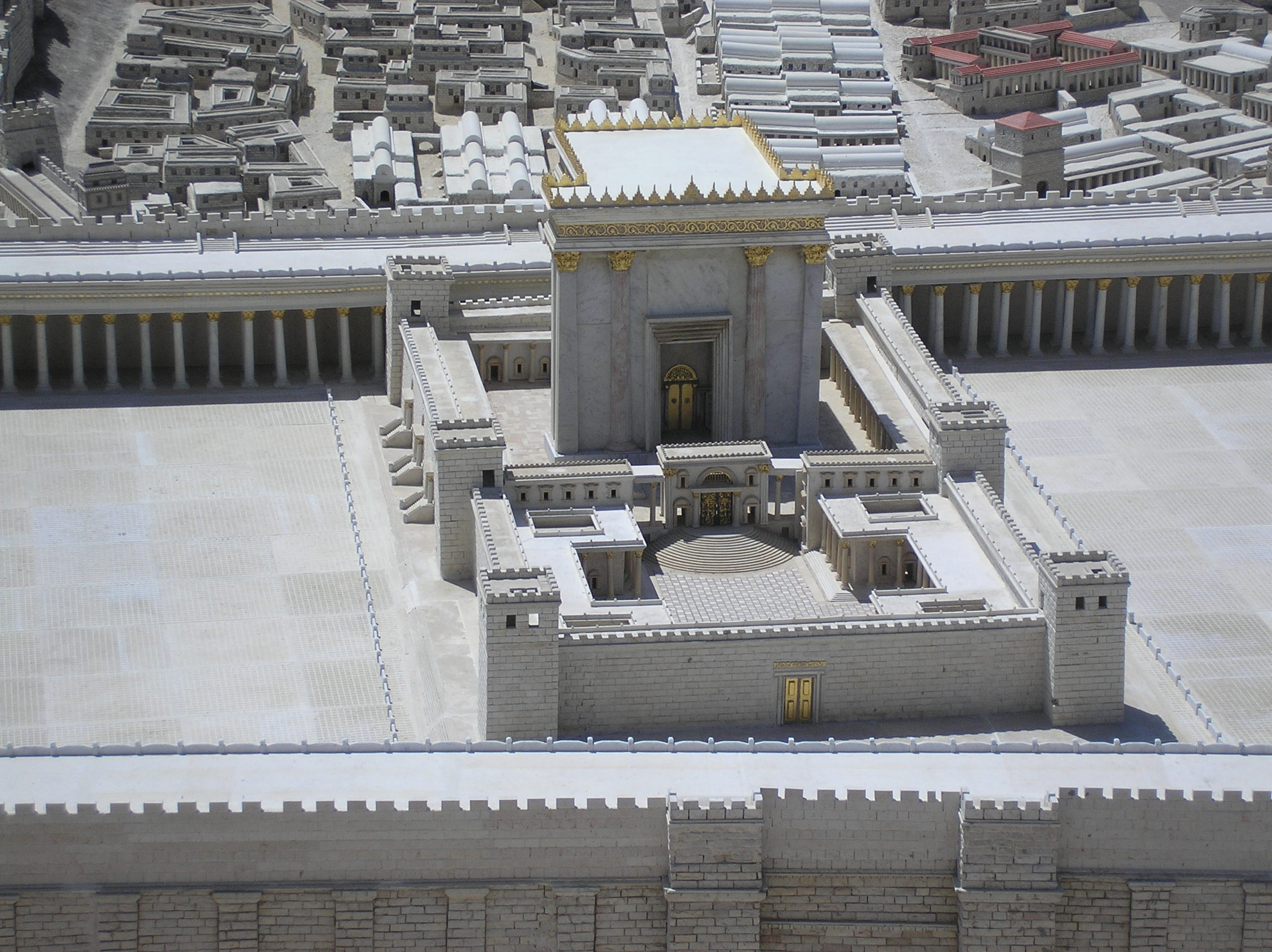
Det andra templet

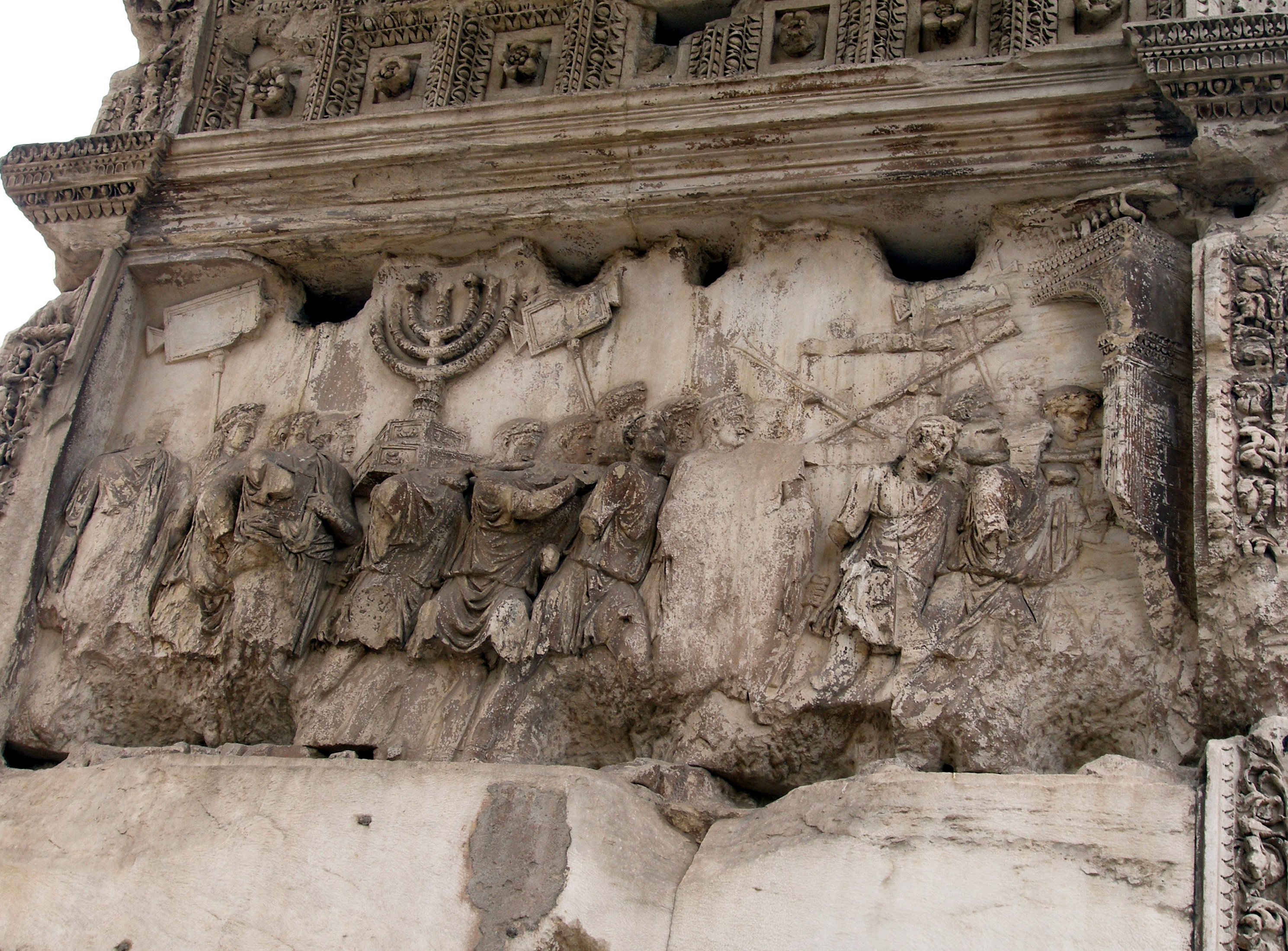
Relief på Titusbågen i Rom med krigsbytet från Jerusalems erövring.

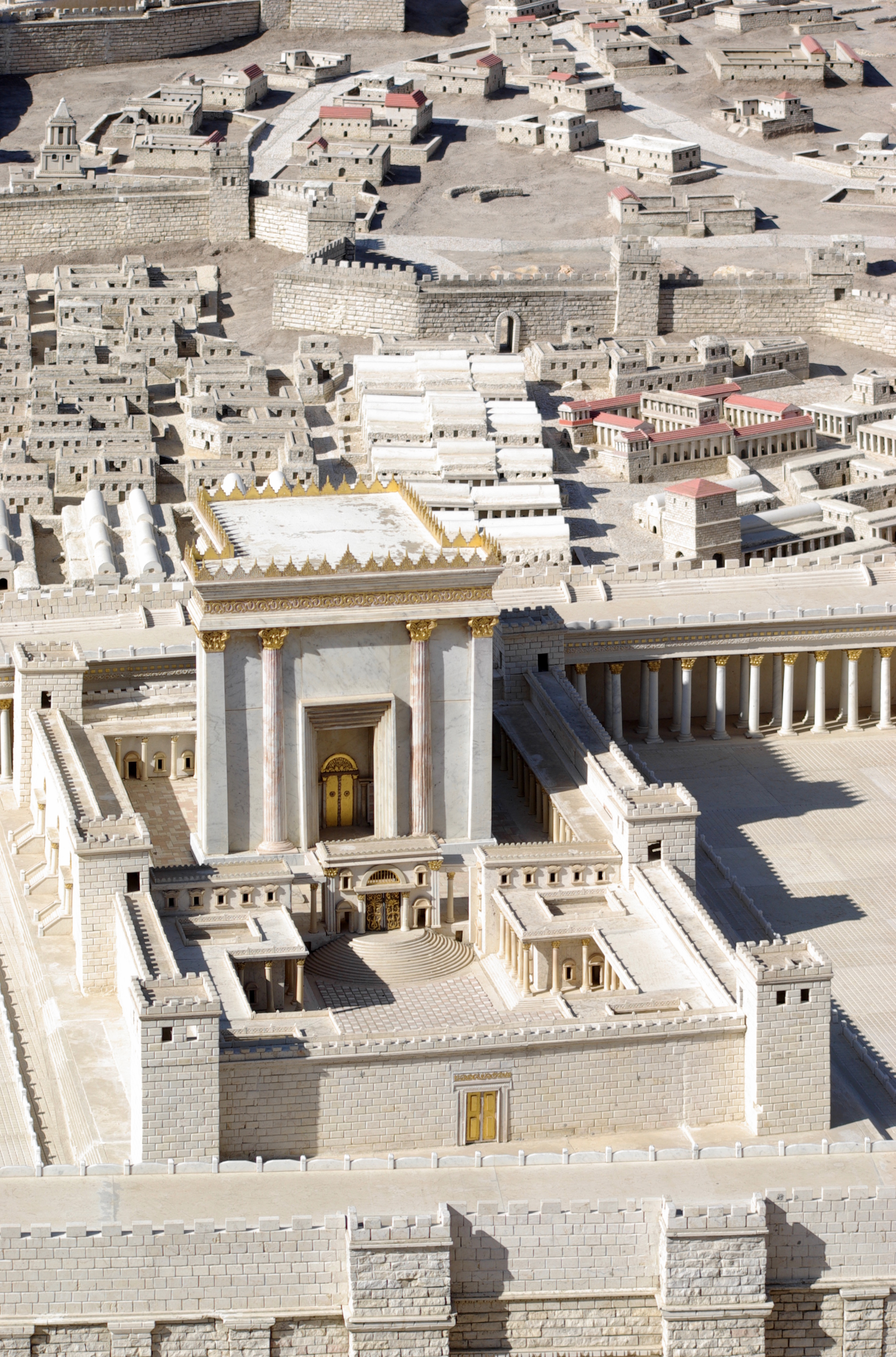
Herodes tempel med kvinnornas förgård i förgrunden.

Vid akemenidernas erövring av Babylonien befriade den persiske storkungen Kyros II judarna från fångenskapen, gav religiös frihet till undersåtarna i sitt imperium och tillät judarna att fritt bosätta sig i sitt forna hemland (vilket omnämns i Jesaja och Esra). Efter att ha återvänt hem omkring år 537 f.Kr. kunde så judarna, ledda av kungasonsonen Serubbabel som ståthållare och med stöd av perserkungen Dareios den store, år 515 f.Kr. inviga ett andra tempel på samma plats där det föregående templet hade stått. Denne gav befallning att rövade föremål från templet skulle återbördas "till sin plats i templet i Jerusalem, och man skall ställa dem i Guds Hus" (Esra 6:5).
Detta skulle byggas efter Salomos tempels förebild, men blev mycket enklare, vilket gjorde att många visade under bygget sorg över minnet av det första.(Esra 3:12). Tempelåteruppbyggnaden beskrivs i Tanach av Esra och Nehemja. 
Detta höll på att förstöras av Alexander den store, men stod fram till 169 f.Kr. då seleukiderna under kung Antiochos IV plundrade templet, uppförde ett Zeusaltare på det ordinarie altarets plats och lät offra svin och andra för judarna orena djur. Denna skymf gav upphov till ett uppror lett av Judas Mackabaios vilket finns skildrat i Mackabeerböckerna. Mackabaios lyckades återta makten över templet och efter en tids reparationer kunde templet återinvigas år 164 f.Kr. Till minne av denna händelse firas varje år tempelinvigningsfesten chanukka under åtta dagar. 
Kung Herodes den store lät under sin regeringstid bygga ut templet och tempelplatsen i ännu större prakt än Salomos, och templet kom att kallas "Herodes tempel". Det gjordes främst år 19–9 f.Kr. och hade en ny blomstringstid, med vidare arbete utfördes fram till år 64 e.Kr. 
Herodes tempel hade flera förgårdar, utöver prästernas, fanns männens, kvinnornas och ytterst, hedningarnas förgård, vilket visade maximalt tillträde. Ingång till de vanliga judarnas förgårdar skedde båda gångerna uppför trappor och genom portar. Hedningarnas förgård hade stora pelarhallar, och diverse aktiviteter förekom där, såsom försäljning, men de inre förgårdarna var ägnade åt judarnas bön. 
Flera av händelserna upptecknade i Nya Testamentet om Jesu liv avser detta tempel. En grupp som Jesus ibland kom i diskussion med var saddukéerna (Matt. 22:23–34), vilka arbetade som präster i templet. Den första kristna församlingen i Jerusalem under apostlarnas ledning brukade tillbe i hemmen såväl som i templet (Apg. 2:46), dvs. innanför förgårdsmuren, eftersom bara leviter gick in i själva templet. Salomos pelargång användes särskilt för att tala till folket i nytestamentliga texter.

## Förstörelsen och tempelplatsen
I sin strävan om självständighet från den romerska ockupationsmakten gjorde judarna olika försök till uppror. De viktigaste var selotupproret år 52, judiska kriget 66–72, diasporarevolten 115–117 och Bar Kokhba-revolten år 132–135 e.Kr., som alla slogs ned brutalt. 
År 70 e.Kr. ödelade romarna delar av Jerusalem och rev templet, och förde många av de heliga guldföremålen till Rom. Den än idag bevarade Västra muren eller s.k. Klagomuren är den enda synliga rest från muren runt detta tempel, där judar samlas för att be och minnas templet. Judar försökte börja återuppbyggnad av Jerusalem men efter det sista upproret, där 580 000 judar stupade, förstörde romarna ännu mer av staden, uppförde ett Jupitertempel på tempelplatsen och deporterade majoriteten av judarna i landet till andra delar av imperiet för att hindra mera uppror, och utfärdade förbud för judar att bo i Jerusalem. För att ytterligare förnedra judarna bytte kejsar Hadrianus namn på de judiska områdena till "Syria Palaestina" efter namnet på Gazaremsan, "Filistéen", en gammal fiende till Israel. Senare, när romarriket kristnats, blev det något lättare för judar att åter bosätta sig i Jerusalem, beroende på regent, men majoriteten blev kvar i diasporan i Europa. Kejsar Julianus Apostata gav judarna tillåtelse att återuppbygga templet år 361, men det projektet misslyckades och resultatet blev förstört. År 438 upphävdes definitivt förbudet för judar att tillbe vid tempelplatsen. År 614 tog judarna hjälp av perserna för att få självständighet och de lyckades ha frihet i Jerusalem i tre år, innan bysantinerna slog ned upproriskheten igen, och rev det som judarna lyckats återbygga av templet.
Tempelplatsen anses helig även för muslimer med hänvisning till att profeten Muhammed övernaturligt förts från Mecka till al-Aqsa på tempelberget under den nattliga resan, och i början var Jerusalem qibla (riktningen för muslimernas böneställning), tills Muhammed blev oense med judarna och Kaba i Mecka blev qibla istället. När muslimerna strax efter Muhammeds död började erövra stora områden utanför Arabiska halvön i sina krigståg, intogs Jerusalem och år 638 uppförde Omar en trämoské på tempelplatsen. 
Den muslimska Klippdomen (i nuvarande form från 1500-talet) anses idag stå i princip på den plats där Jerusalems tempel en gång stod. Dessutom finns Al-Aqsa-moskén intill denna, nuvarande byggnad från år 1035. Korsfararna som erövrade Jerusalem i första korståget använde moskén som eget högkvarter, efter att ha dödat en betydande del av stadens judiska och muslimska befolkning, varav många tagit sin tillflykt till tempelberget.
Således är platsen islams tredje heligaste plats samtidigt som den är judendomens heligaste, och står i fokus för konflikt mellan judar och muslimer i området. Platsen ligger i östra Jerusalem som kom att tillhöra Jordanien efter kriget som följde utropandet av staten Israel 1948. Det tillhör idag det område som Israel erövrade genom sin seger i sexdagarskriget, men står under internationell debatt om vem som ska ha laglig rätt till platsen, Israel eller den Palestinska myndigheten. Israels premiärminister Ariel Sharon besökte tempelplatsen 2000 och somliga hävdar att detta utlöste al-Aqsa-intifadan. Israels yrkande att de har historisk rätt till platsen sedan 4000 år genom deras stamfader Abraham står mot muslimernas yrkande att den har varit under muslimsk kontroll under större delen av det senaste millenniet, även om en palestinsk stat aldrig funnits förrän de senaste åren. Saken kompliceras av att bägge sidor ser Abraham som tillhörande sin religion, men islam menar att Abraham skulle offra sin son i Mecka, inte i Jerusalem, och att det avsåg Ismael, inte Isak.

## Det tredje templet
Enligt Bibelns profetior kommer ett tredje judiskt tempel att byggas på tempelplatsen. Beskrivningen av detta tempel finns i Hesekiel kapitel 40–47. Sedan romarnas förstörelse av Serubbabels/Herodes tempel år 70 har religiösa judar bett till Gud att tillåta templet återuppbyggas på Tempelberget i Jerusalem. Denna bön har varit en formell del av judendomens tre dagliga bönestunder och man sjunger sånger om templet. Även om templet har förblivit obyggt är begreppet och drömmen om ett tredje tempel heligt inom judendomen, särskilt den ortodoxa formen. Profeterna i Tanach förutspådde att det tredje templet skulle byggas när Messias enligt judisk tro kommer. Även kristna Israelvänner kan ha en förväntan om ett tempelbygge på platsen, som uppfyllelse av Bibelns eskatologiska profetior. För närvarande är ett sådant bygge naturligtvis en politisk omöjlighet, då Israel har förbundit sig att garantera muslimernas tillgång till moskéerna. Ändå har judar som tror på denna vision samlat utrustning att installera i templet. Vissa tänker sig att Klippdomen behöver försvinna först, på något sätt. Andra att ett tempel kan placeras mellan de båda byggnaderna, och somliga menar att ursprungliga tempelplatsen var något norr om Klippdomen. Knessetledamoten Uri Ariel har publicerat en plan för en synagoga jämte moskéerna som kan bli ett tecken på fredligt samförstånd mellan religionerna.

## Templets användning
Liksom flertalet från antiken kända religioner, naturreligioner, men i kontrast till kristendomen, användes fordom djuroffer i religiös betydelse, och det första exemplet finns i 1 Mos 4. Samaritanerna använder fortfarande idag djuroffer enligt Mose lag. 
I det innersta av templet, dit enbart prästerna hade tillträde, utförde prästerna offerriter och diverse dagliga ceremonier. Det var bland annat spisoffer av säd och djuroffer med nyfödda lamm och killingar som avlivades och sedan "grillades" som brännoffer över en öppen eld. I vissa fall kunde köttet användas istället för att bara brännas.
Offren hade olika betydelser enligt Torahn. Synd ansågs som så allvarlig att den förtjänar död, och därför skulle syndaren lägga sina händer på dennes djur som slaktas istället som försoningsmedel, syndoffer. Ett speciellt offer var det som översteprästen offrade på Yom Kippur och bar in blodet till Guds högheliga närvaro i det allra heligaste som försoning för hela folket. Samtidigt släpptes en andra bock, "syndabocken", fri som symbol för befrielsen från synden. Andra offer var tackoffer. En annan avsikt med offer var att sända upp "en väldoft till Gud", och alla offer fungerade som en "värdefull gåva till Gud", och skulle ges av "det bästa", ett felfritt exemplar av exempelvis får, om man inte var alltför fattig. Egentligen fick man också offra hemma, utan medverkan av präst, men vid högtider såsom påsk, samlades folk i hundratusental vid templet och köade för att få sina offer framburna till offeraltaret och ceremonin utförd av en präst. En rättrogen jude i Israel på Jesu tid skulle resa till templet varje påsk, och många judar i exil kom på besök under den helgen.
De tjänstgörande prästerna och leviterna fick äta av offerkött, i vissa fall som en del av en ceremoni, men även som en del i sitt uppehälle. Levitstammen skulle inte äga land utan försörjas genom övriga israeliters tionde till templet. Dessutom skulle tiondet säkerställa att de fattiga och behövande kunde få socialt underhåll (5 Mos 14). Mose lag påbjuder särskild omsorg om "främlingen, den faderlöse och änkan". Detta torde vara ett skäl till Jesu reaktion beskriven i Matt 21, där han driver ut dem som tjänar pengar på de fattiga genom att dyrt sälja nya "godkända offerdjur" när prästerna underkänt de fattigas gåvor, och speciella tempelmynt eftersom penningoffer inte kunde ges i den vanliga valutan.

## Templet i kristendomen
Enligt kristendomen identifierade sig Jesus med syndoffret och påskalammet som offrades för folkets räddning vid påsk (pesach). Kristi blod är offerblodet som bars in i det allra heligaste till försoning (Hebr. 9), som fullbordande av all offerritual, i det himmelska tabernakel som är den förebilden till det jordiska templet. Enligt De tidigare tempeloffren har enligt kristendomen bara varit symboliska, tillfälliga offer, som inte fullkomligt löst syndaproblemet, utan varit förebild för Jesu offer (Hebr 10). Således gör tron på Jesu offer ytterligare offer meningslösa. Dessutom kopplas Abrahams nästan fullbordade offer av sin son Isak, till förbundet med Gud, där Gud på samma plats, Jerusalem, senare låter sin son Jesus offras. Evangelierna anger att templet i förlåten rämnade i det ögonblick som Jesus gav upp andan på korset och det står att den kristustroende har rätt att själv gå in i det allra heligaste i andlig mening, genom Jesus som överstepräst (Hebr 10:19). 
Många kristna kyrkobyggnader byggda i traditionell stil är vända i motsatt riktning, med ingången i väster och altare i öster, likt flertalet icke-kristna tempel, och har inte tabernaklets tredelning. Under nytestamentlig tid kunde alla troende medverka i gudstjänsten allt efter andlig inspiration (1 Kor. 12–14) och alla troende räknades som präster (1 Petr. 2:9). Under efterapostolisk tid infördes däremot en speciell prästtjänst med drag från judendomen, där bara utvalda personer fick hantera de heliga föremålen och tjäna vid altaret. Nya testamentet talar inte om präster i egenskap av tjänare för de troende, utan för detta finns apostlar, herdar/pastorer, profeter, evangelister och lärare i församlingarna (Ef. 4:11). För herdetjänst och praktisk omsorg nämns äldste, församlingsledare ("episkopos"/biskop) och diakoner. Begreppet tempel är i nytestamentliga begrepp inte kopplade till en byggnad, utan till sammanslutningen av de troende, som ett tempel, en plats för Guds uppenbarelse, med enskilda individer som byggstenar (1 Petr. 2:5; 2 Kor. 6:16). Även individen ses som tempel för den helige Ande (1 Kor. 3:16).

## Templets påverkan
Salomos tempel antas ha blivit förebild för andra tempel i Mellanöstern under följande sekler, som man funnit vid arkeologiska utgrävningar, med liknande tredelad struktur. Även frimurarnas tempel uppges ha detta tempel som inspiration.